# Tempio di Lingaraj

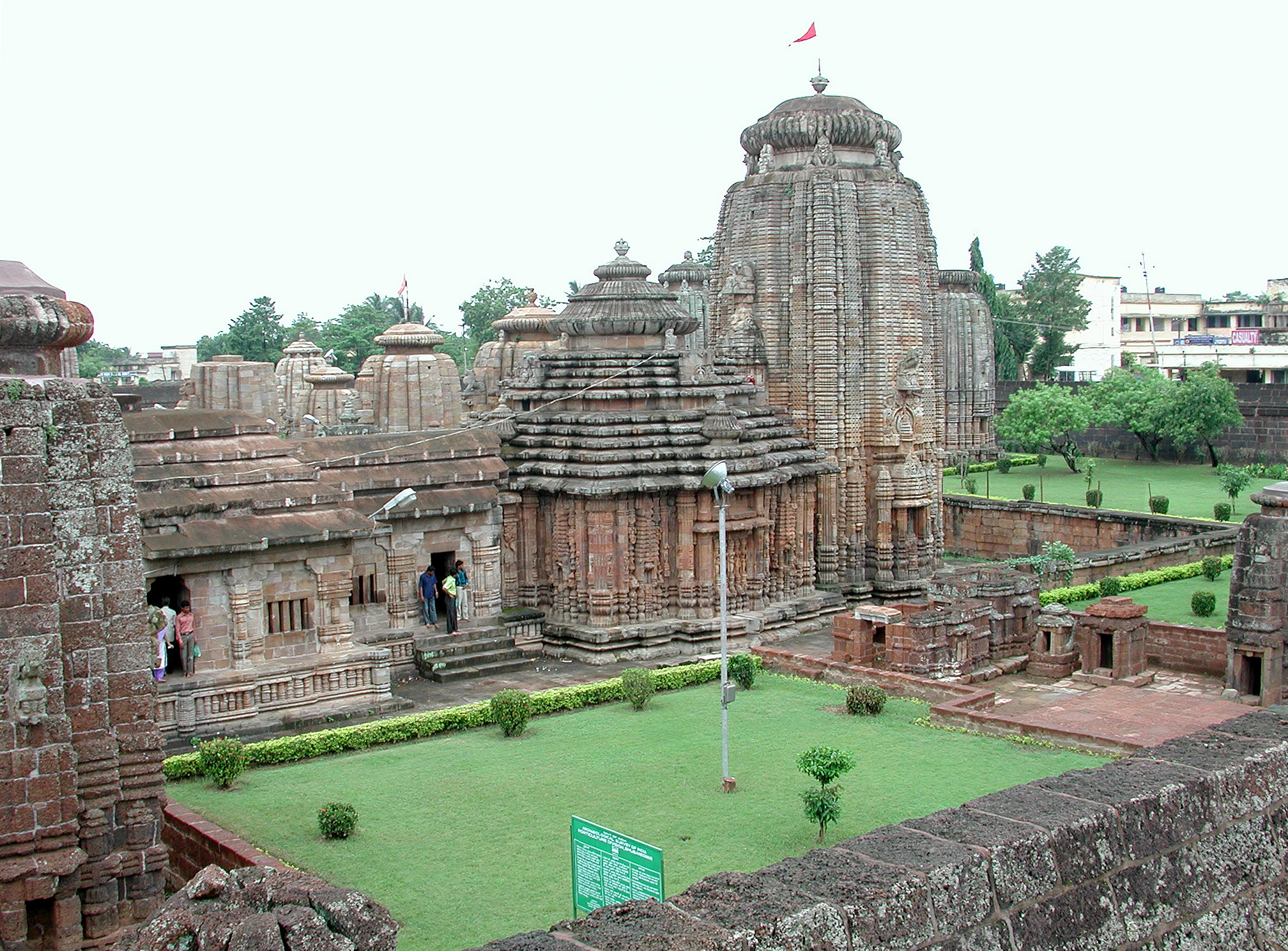
Veduta interna del complesso templare.

Il tempio di Lingaraj è un mandir indù dedicato ad Harihara, una forma unita di Shiva e di Visnù, ed è uno dei più antichi templi presenti a Bhubaneswar, la capitale dello stato orientale dell'Orissa. La zona templare è il più importante punto di riferimento della città e una della maggiore attrazioni turistiche.
Il tempio di Lingaraj è il più vasto complesso templare di Bhubaneswar, con la torre centrale che misura 55 m di altezza; esso rappresenta la quintessenza dell'architettura di stile Kalinga (repubblica) e culminante nelle sue fasi medioevali nella tradizione presente proprio a Bhubaneswar. Il complesso totale del tempio contiene oltre 50 santuari ed è racchiuso da un grande muro di cinta.
Si crede che il tempio possa essere stato fatto costruire dai re della dinastia Somavamsi, con aggiunte successive provenienti dai governanti Ganga. Il tempio è costruito in forma "Deula" (struttura dell'edificio costruito con un particolarissimo stile) e che ha quattro componenti, ovverosia il vimana (struttura a forma di carro contenente il sanctum), una sala riunioni o "Jaga mohan", una sala concerti-natamandira, ed infine una sala delle offerte (bhoga-mandapa) e ciascuna svettante più in alto della sua precedente.
La città di Bhubaneswar viene denominata anche Ekamra Kshetra (o "città del mango") in virtù del fatto di come la divinità di Lingaraj fosse posta originariamente sotto un albero di mango, come raccontato anche nell'Ekamra Purana, un trattato scritto in sanscrito risalente come minimo al XIII secolo. Il tempio è attivo ancor oggi nelle pratiche di culto, a differenza di molti altri complesso della zona, ed il dio Shiva vi è qui adorato come detto nella sua figura di Harihara, una forma combinata di Vishnu e Shiva.
La presenza di innumerevoli immagini di Vishnu sono state causate forse dalla prominenza crescente della setta che seguiva il culto di Jagannātha, propagata dai governanti Ganga che hanno fatto costruire il tempio di Jagannath a Puri nel corso del XII secolo.

## Storia

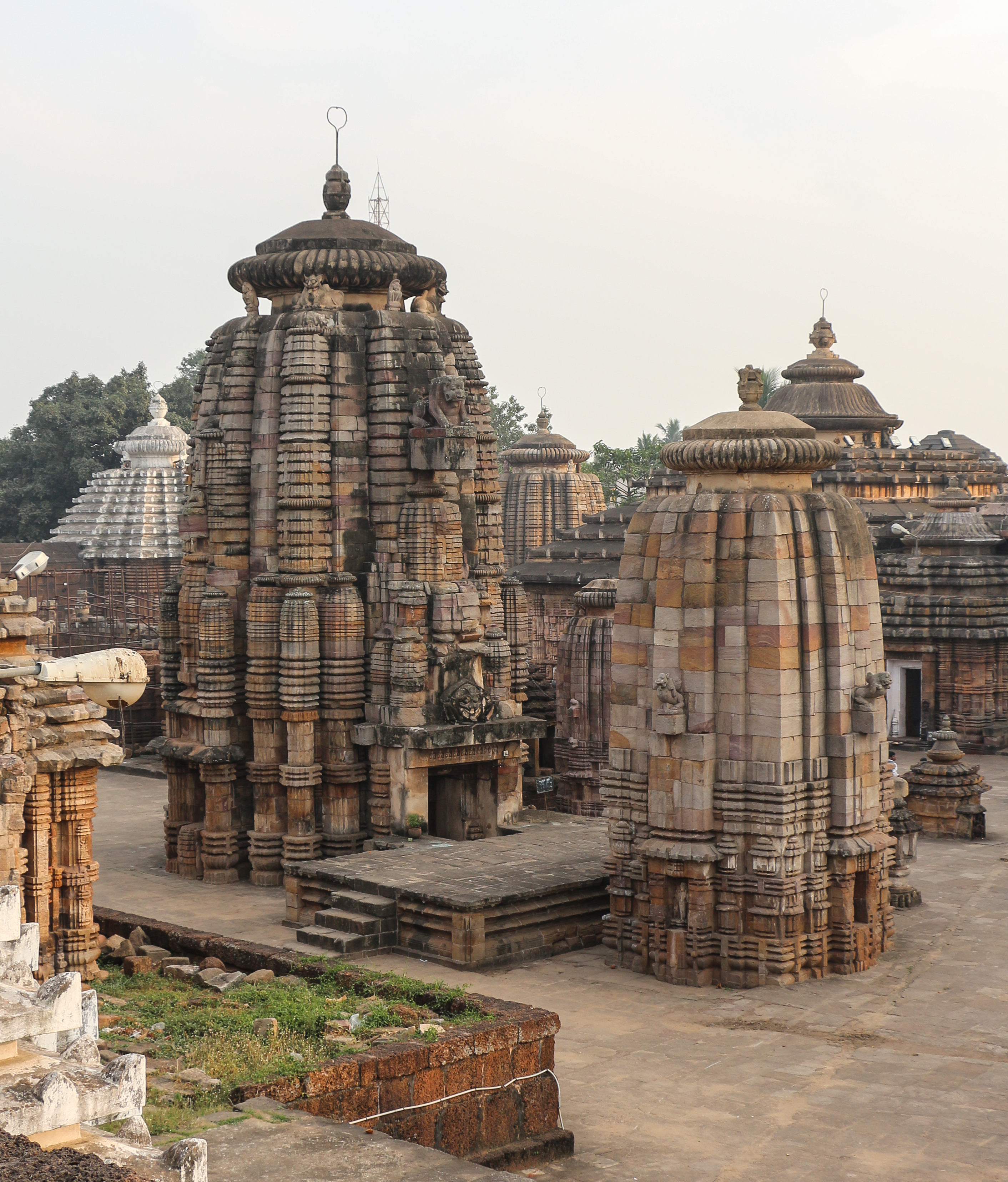
Particolari del tempio.

Lingaraj significa letteralmente il re del Lingam, la forma iconica preminente di Shiva. Il dio è stato originariamente adorato come Kirtivasa e poi come Harihara ed è comunemente indicato come Tribhuvaneshwara (chiamato anche Bhubaneswar), il padrone dei tre mondi, vale a dire il cielo, la terra e gli inferi. La sua consorte si chiama Bhuvaneshvari.
Il tempio nella sua forma attuale risale all'ultimo decennio del secolo XI. Ci sono prove che una parte del tempio è stata costruita nel corso del VI secolo d.C., come menzionato in alcuni dei testi sanscriti del VII secolo. L'architetto ottocentesco Fergusson credeva che il tempio avrebbe potuto essere stato avviato da Lalat Indu Keshari che regnò nel 615-657. La sala di riunione (jagamohana), il Sanctum e la vasta torre sono invece stati costruiti nel corso dell'XI secolo, mentre la Sala delle offerte (bhoga-mandapa) è stata costruita nel corso del XII secolo. La natamandira è stata costruita dalla moglie di Salini tra il 1099 e 1104. Nel momento in cui il tempio Lingaraj è stato completamente costruito, la setta di Jagannath (sotto forma di culto di Vishnu) era stata molto in crescita nella regione, tanto che gli storici ritengono, sia dimostrato dalla coesistenza dei culti di Vishnu e di Shiva all'interno del tempio. I re della dinastia Ganga erano ardenti seguaci del Vishnuismo ed ebbero inoltre a costruire il Tempio di Jagannath a Puri nel 12 ° secolo.
Secondo alcuni altri invece, il tempio si crede sia stato costruito dal re Somavanshi Yayati I (1025-1040), nel corso dell'XI secolo. Jajati Keshari ha fatto poi spostare la capitale da Jajpur a Bhubaneswar che è stata indicata come essere l'antica Ekamra Kshetra presente nel Brahma Purana. Una delle regine Somavamsi hanno donato un villaggio intero per la creazione del tempio e i bramini attaccati al culto templare avrebbero ricevuto sovvenzioni generose. Un'iscrizione risalente all'anno Saka 1094 (1172 circa) indica doni di monete d'oro al tempio compiuti da Rajaraja II. Un'altra iscrizione fatta comporre da Narasimha I durante l'XI secolo indica un'offerta di betel lasciata come una sorta di tambula alla divinità che la presiede. Altri iscrizioni su pietra nel tempio indicano sovvenzioni reali provenienti da Chodaganga alle persone del vicino villaggio.
KC Panigrahi menziona che Yayti ho avuto il tempo di costruire il tempio e che ciò avrebbe dovuto essere iniziato dai suoi figli Ananta Kesari e Udyota Kesari (che si ritengono essere pure altri nomi di Yayati II). L'argomento fornito contro quest'ultimo punto di vista è che è i suoi successori deboli non avrebbero potuto costruire una magnifica struttura del genere tutt'attorno.

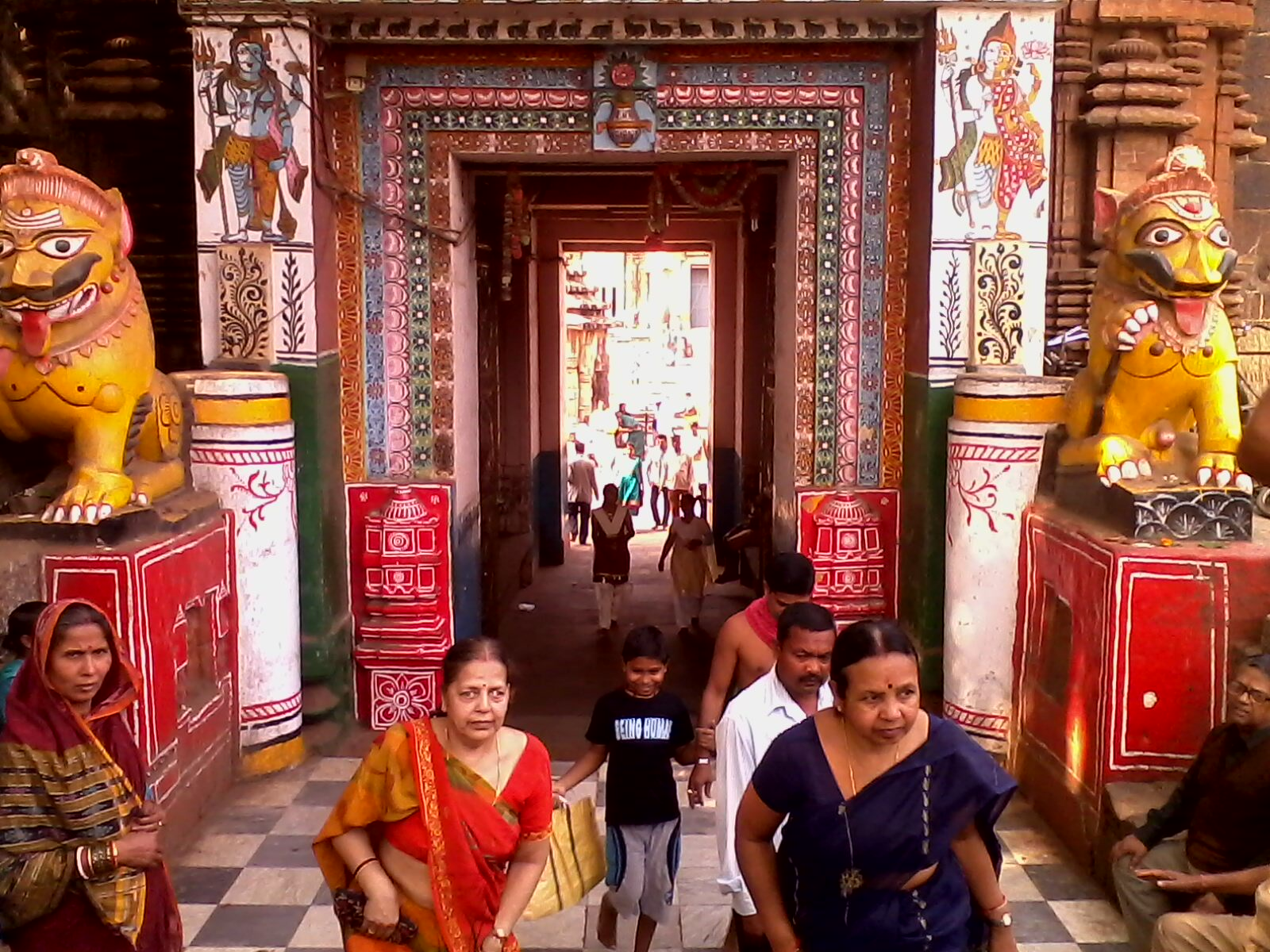
Entrata alla parte ancora attiva del tempio.